# Manuel Prado y Colón de Carvajal
Manuel Prado y Colón de Carvajal (Quito, meados de 1931 - Sevilha, 5 de dezembro de 2009) foi um senador, diplomata e empresário naturalizado espanhol. Atuou como administrador privado do rei Juan Carlos I durante mais de 20 anos.